# سیارک ۸۴۱۷
سیارک ۸۴۱۷ (به انگلیسی: 8417 Lancetaylor، نامگذاری:1996VG8) هشت هزار و چهارصد و هفدهمین سیارک کشف شده‌است که در ۷ نوامبر ۱۹۹۶ کشف شد.
قدر مطلق سیارک برابر ۱۴٫۰۰ است.